# Cathédrale de Sutri
La cathédrale de Sutri est une église catholique de Sutri, en Italie. Il s'agit d'une cocathédrale du diocèse de Civita Castellana.
Elle est dédiée à l'Assomption de Marie.

## Histoire
L'édifice actuel, construit à l'emplacement de deux églises précédentes (l'une paléochrétienne et la suivante préromane du Xe siècle,), date du XIIe siècle et fut consacré par le pape Innocent III en 1207. Cependant l'église romane a été profondément remaniée au cours des siècles, surtout à l'époque baroque à partir du XVIIe siècle. Elle a été réaménagée au XIXe siècle avec des ajouts qui ont altéré son antique beauté.
Elle est restée siège épiscopal (it) jusqu'en 1986, pour devenir simple cocathédrale.

## Architecture

### Extérieur
La façade actuelle est due aux interventions du XVIIe siècle qui en ont altéré l'aspect original, ainsi que celui du parvis qui devait être plus profond et plus ample. La façade primitive était dotée d'un portique décoré de mosaïques et enrichi de sculptures de marbre, dont certaines sont conservées aujourd'hui au musée municipal. Aujourd'hui la cathédrale possède un portique baroque dont le portail présente des décorations polychromes et des incrustations de marbre blanc. 
Le campanile fait partie des éléments intacts subsistant de l'église médiévale. Il a été érigé entre le Xe et le XIe siècle. Il était séparé à l'origine du reste de l'église; il est construit en tuf et subdivisé en quatre ordres de fenêtres : de la fenêtre monophore (c'est-à-dire surmontée d'un seul arc à ouverture étroite) du bas, jusqu'à la fenêtre quadriphore (divisée en quatre petites ouvertures séparées par des colonnettes soutenant quatre arcs) de l'étage le plus élevé.

### Intérieur

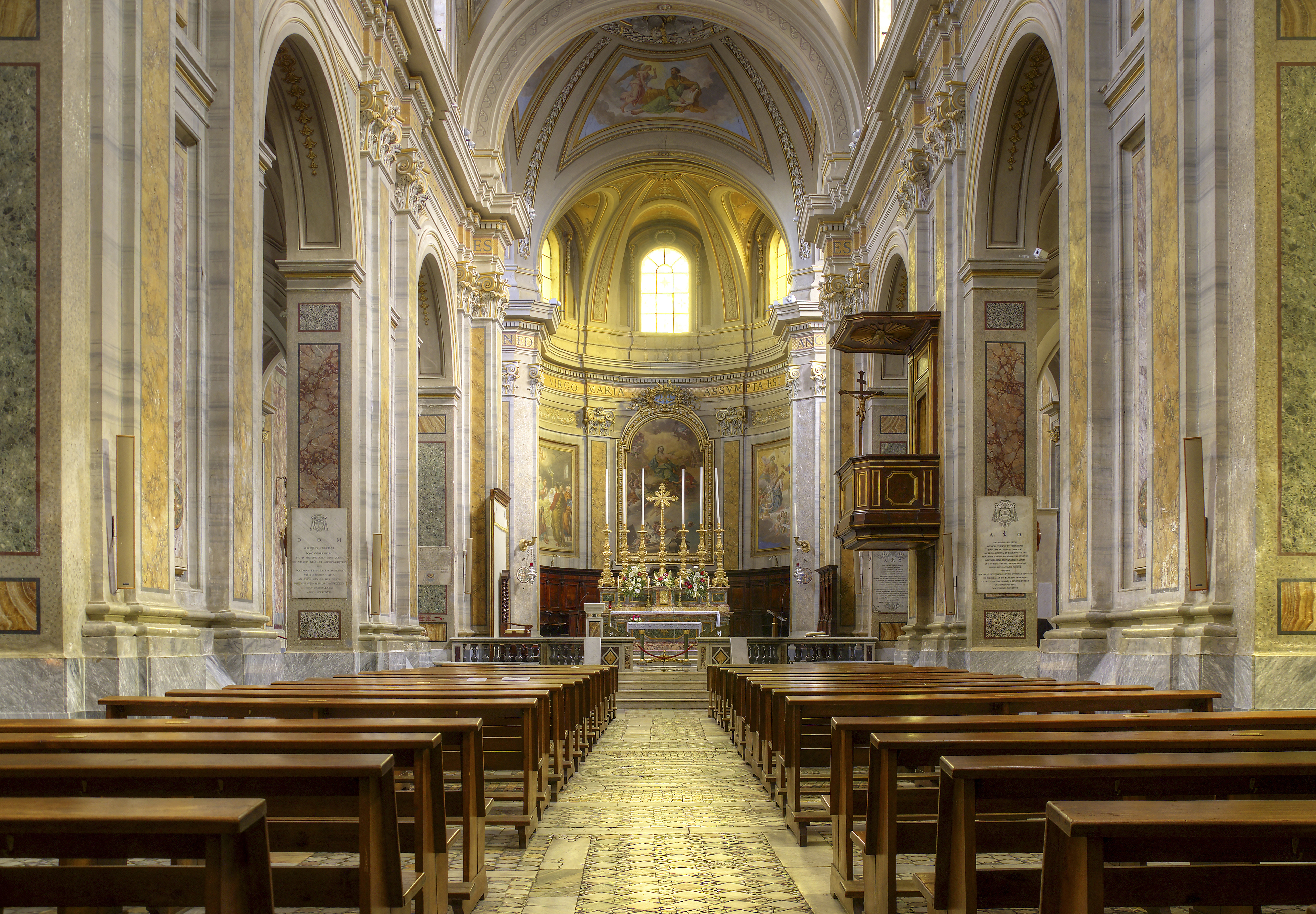
Intérieur.

L'intérieur est de plan basilical à trois nefs, séparées par des piliers. Il y trois chapelles par nef, trois dans l'abside et trois dans la crypte. Il demeure de l'époque médiévale:
- Le pavement cosmatesque
- Deux colonnes de l'époque de l'Empire romain, aujourd'hui encastrées dans les piliers en avant du chœur. Les autres ont été perdues; elles soutenaient la nef centrale.

La voûte de la nef centrale est embellie de quatre fresques réalisées entre 1892 et 1894 par Luigi Fontana. Elles représentent Sainte Dolcissima (patronne de Sutri), Saint Félix prêtre (martyr de Sutri), Saint Irénée (diacre martyr lié lui-même au martyre de sainte Dolcissima) et Saint Pie V (qui fut évêque de Sutri pendant six ans).
La fresque centrale de l'abside est attribuée à Ludovico Mazzanti et figure L'Assomption de Marie au Ciel; les deux autres de côté, La Dormition de Marie et Le Couronnement de Marie, sont de la main de Luigi Fontana. On remarque dans les chapelles latérales de l'abside un Crucifix de bois du XIVe siècle et un ciboire de 1500.
Les chapelles latérales rassemblent surtout des tableaux des XVIIe et XVIIIe siècles. Dans la première chapelle de gauche, l'icône du Très Saint Sauveur bénissant est d'une grande valeur historique et artistique. Cette peinture sur bois date du début du XIIIe siècle et représente le Sauveur bénissant assis sur un trône de pierres précieuses et de perles, tenant un livre de la main gauche, selon les canons de l'iconographie byzantine. Elle est admirable également par les couleurs utilisées: le rouge pour le coussin, le bleu foncé pour la tunique, le bleu azur pour le drap qui couvre le dossier et l'or pour le fond. La troisième chapelle de gauche conserve un tableau de Jacopo Zucchi, élève de Vasari.
La crypte, fermée pour travaux depuis juin 2016, conserve des colonnes de marbre de l'époque romaine et plusieurs chapiteaux d'époques diverses (byzantine, lombarde et romane). Il ne reste que des fragments de fresques sur les murs. À gauche de l'abside, c'est une fresque de l'école ombrienne figurant Le Christ en Croix entre la Sainte Vierge et la Madeleine. Sur la paroi de gauche, on remarque une plaque commémorative et un buste en bronze du XXe siècle du pape Clément II, auparavant évêque de Bamberg, et qui fut élu pape à l'issue d'un concile tenu à Sutri en 1046, en présence de l'empereur Henri III.

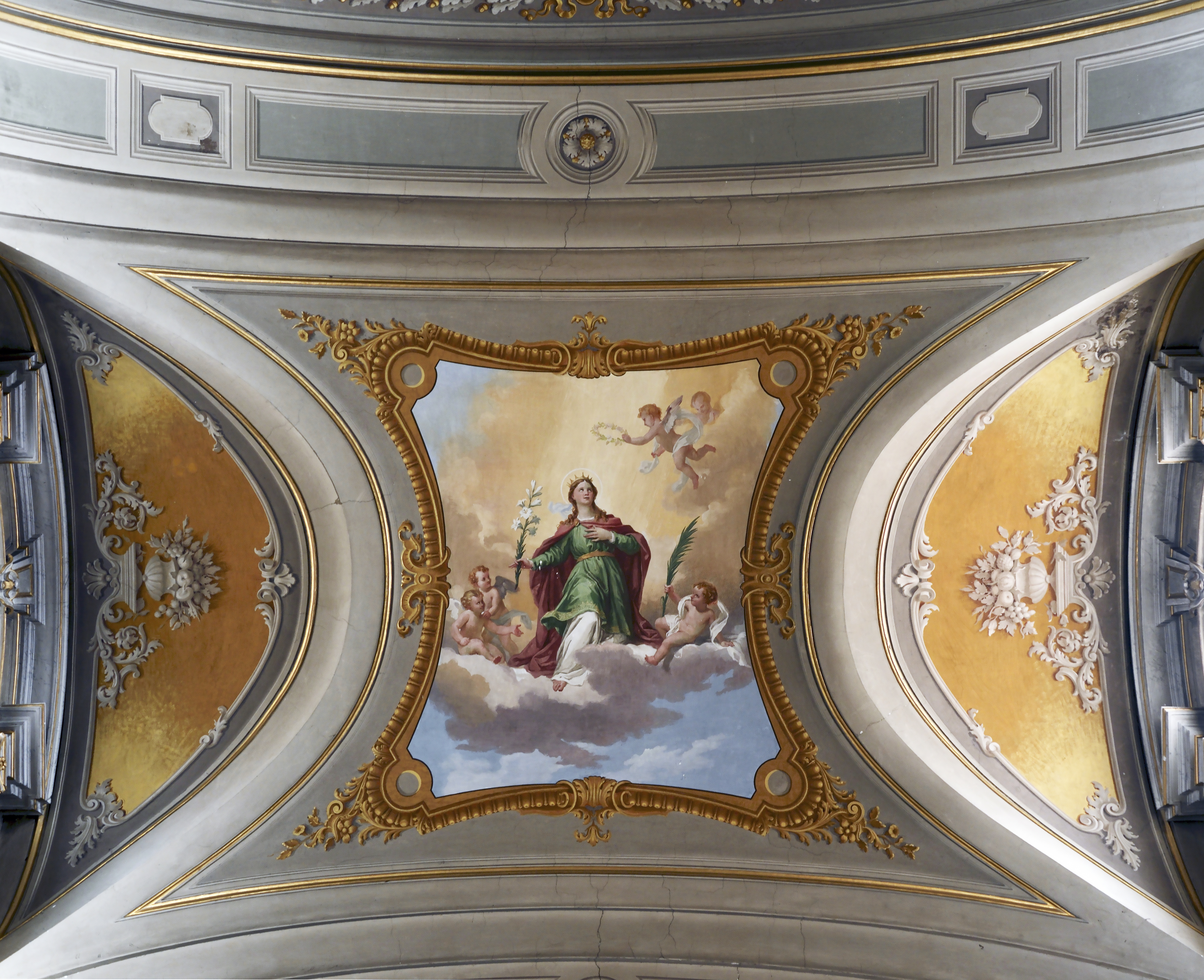
Fresque de sainte Dolcissima
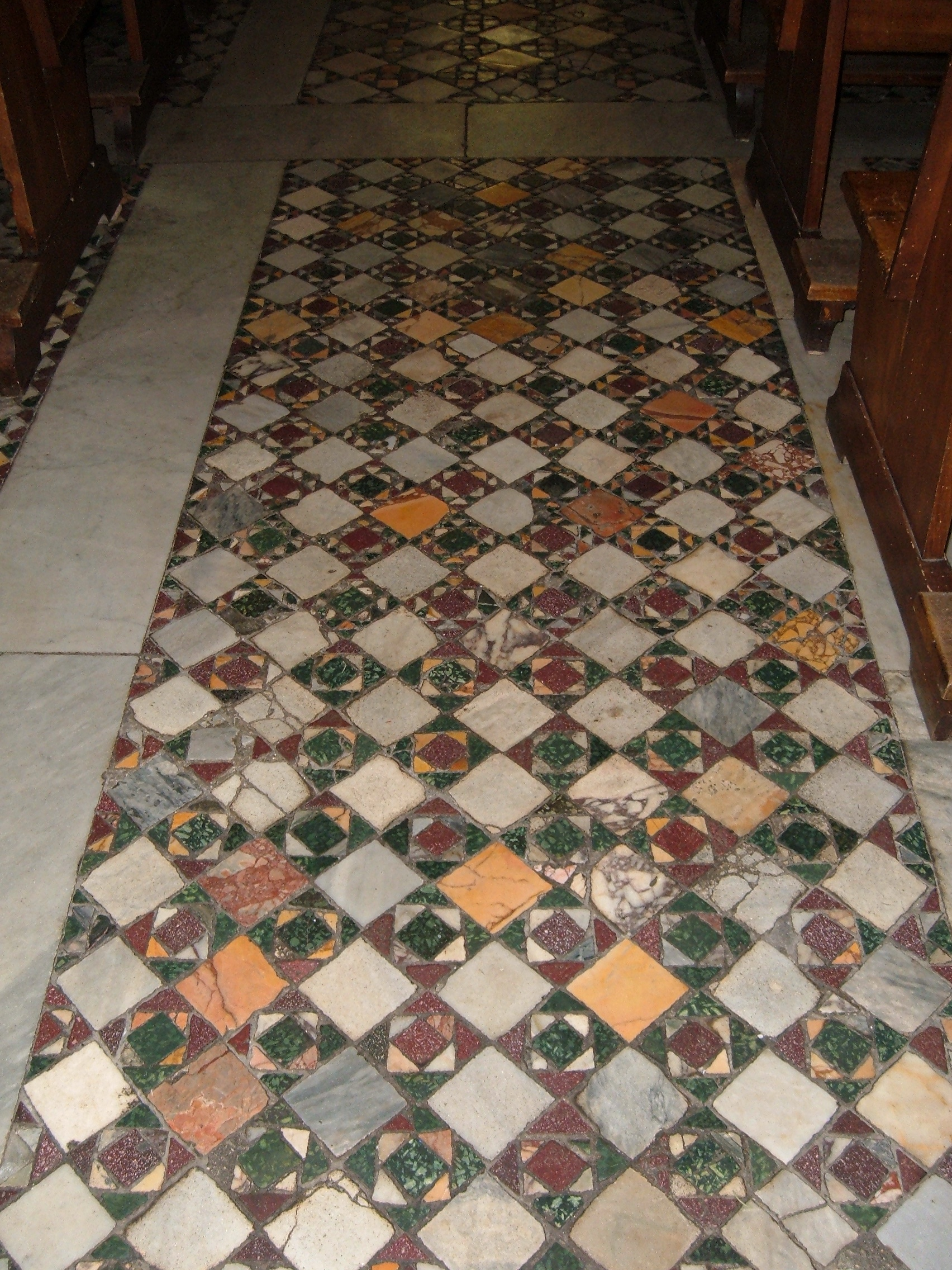
Pavement cosmatesque
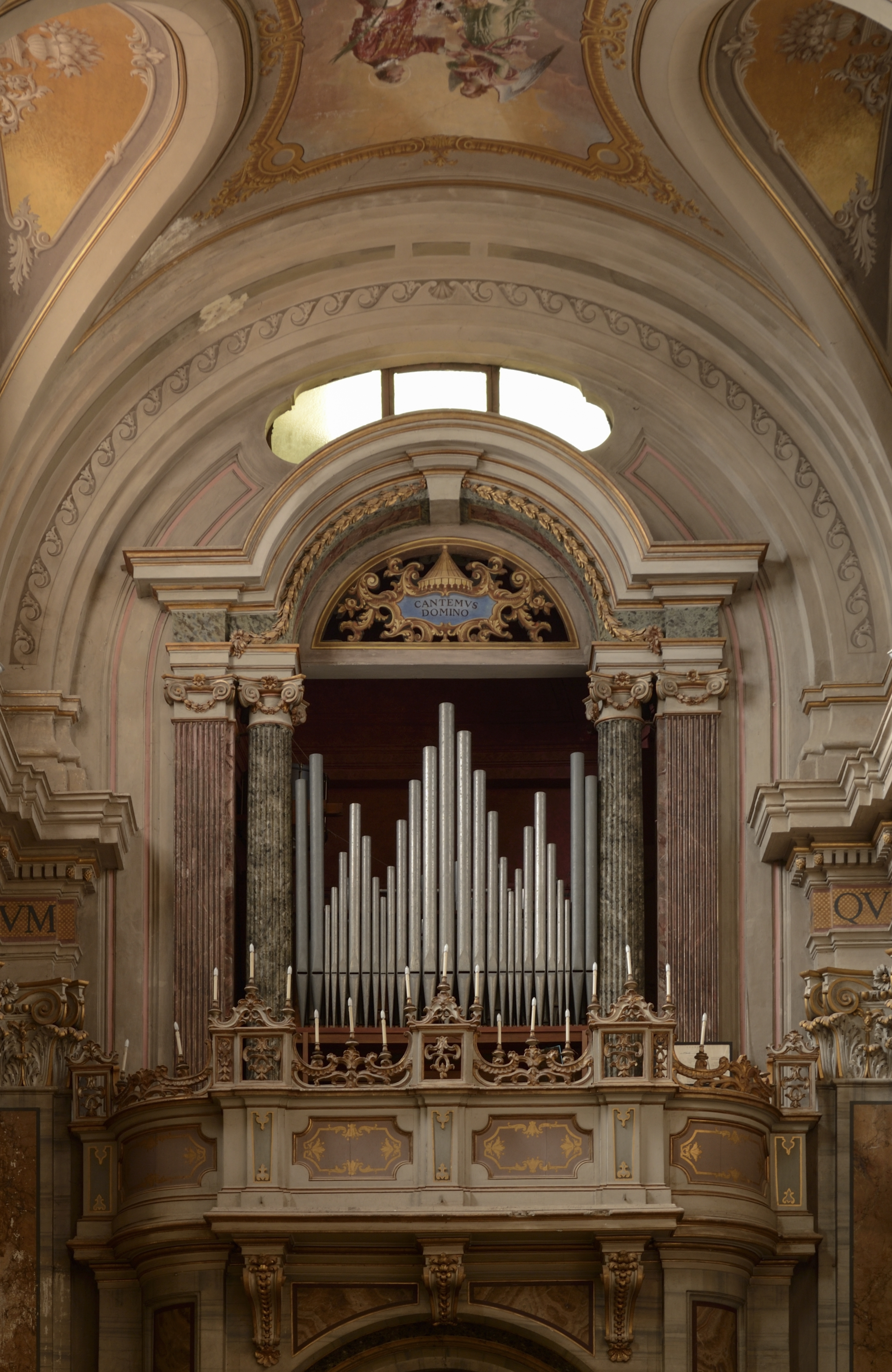
Orgues

L'orgue de la cathédrale provient de l'église Santa Maria sopra Minerva de Rome qui lui en a fait don en 1912. C'est un Pacifico Inzoli de 1881, restauré en 2004-2005.
Les messes des dimanches et fêtes sont célébrées à 10 heures, 11 heures 30 et 18 heures.